# Нови Милет
Нови Милет (на руски: Новый Милет) е село в градски окръг Балашиха, Московска област, Русия. Населението му през 2010 година е 620 души.

## География
Нови Милет е разположено в източната част на Градски окръг Балашиха, на брега на река Вюнка. Надморската му височина е 127 метра.

### Климат
Климатът в Нови Милет е умереноконтинентален (Dfb по Кьопен) с горещо и сравнително влажно лято и дълга студена зима.

## Население
| 1926 | 2002 | 2006 | 2010 |
| ---- | ---- | ---- | ---- |
| 385  | 670  | 672  | 620  |